# Jeanne d’Arc kulturális hatása

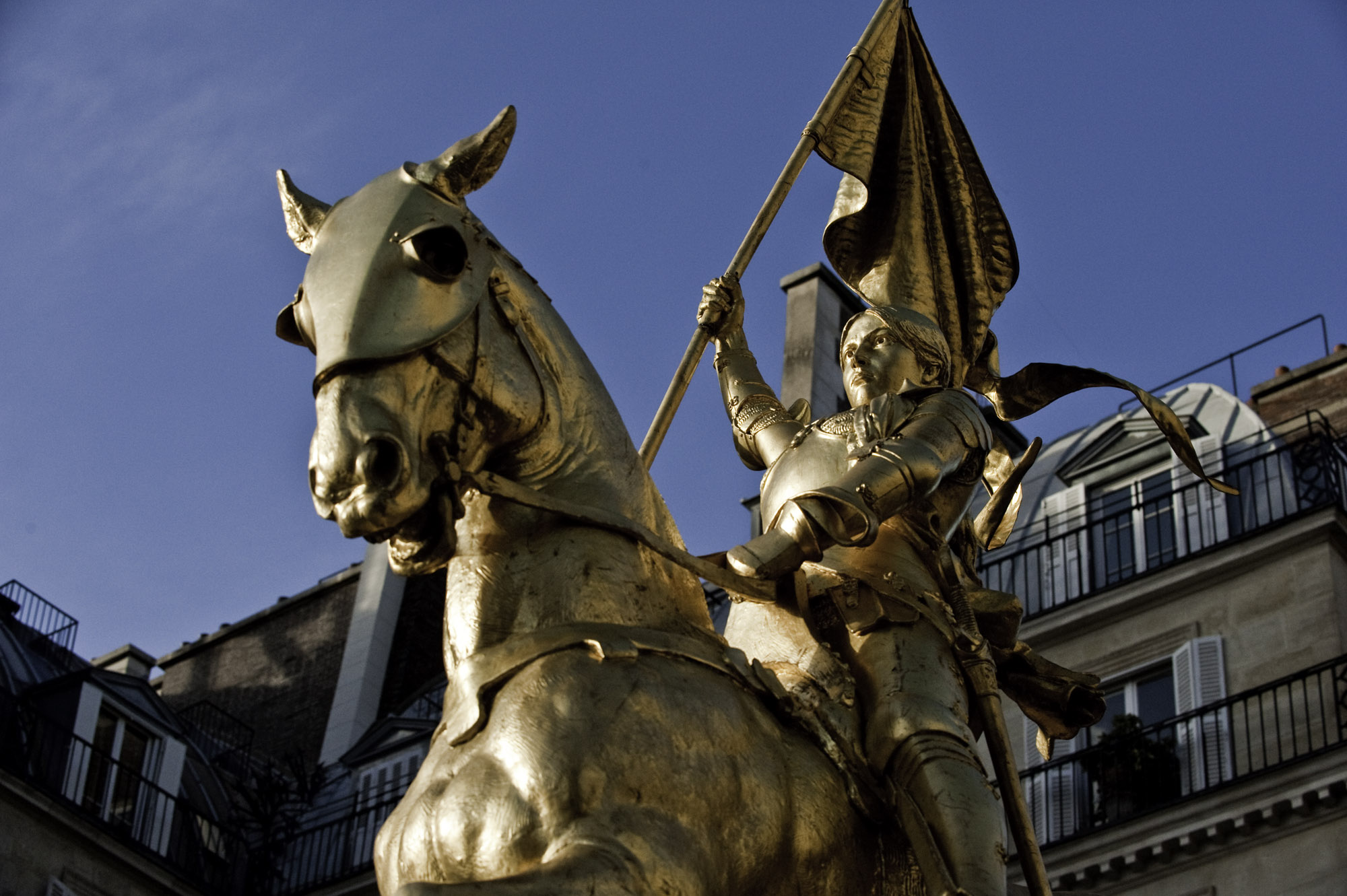
Jeanne d'Arc lovas szobra a Piramisok terén Párizsban, Emmanuel Frémiet szobrász munkája, 1874

Jeanne d’Arc közel hat évszázada hatással van a művészekre és a populáris kultúrára.

## Irodalmi és színpadi művek
| Dátum | Cím                                                                                                  | Szerző                                            | Megjegyzés |
| ----- | --- | ------------------------------------------------- | --- |
| 1429  | Dal Jeanne d’Arc tiszteletére                                                                        | Christine de Pizan                                | Egy elégikus költemény, amelyet még Jeanne életében írtak, a szerző utolsó munkája. Az angol fordítás itt áll rendelkezésre: . |
| 1450  | Orléans ostromának története                                                                         | Ismeretlen (lehetséges, hogy Jacques Millet írta) | Először négy évvel Jeanne halála után adták elő Orléans-ban. A fennmaradt változat valószínűleg egy 1450 körüli átirat. Ebben a terjedelmes drámában Isten és számos szent játssza a legfőbb szerepet több mint száz párbeszédes résszel. |
| 1590  | VI. Henrik első részében                                                                             | William Shakespeare                               | Az első mű, mely fő gonosztevőként mutatja be Jeanne-t Joan la Pucelle néven. Az előző századból áthozott angol forrásokból keletkezett, Jeanne d’Arcot először vallásos személyként mutatják, de hamarosan kiderül, hogy ravasz boszorkány, akit jogosan végeznek ki. Project Gutenberg szövege (angolul): .                                                                                    |
| 1756  | Az orléans-i szűz (La Pucelle d’Orléans)                                                             | Voltaire                                          | Egy epikus költemény, amelyben felfedezhetőek a tipikusan voltaire-i témák, gúnyolja a miszticizmust, mint egy nagy csalást. A francia Wikiforrás szövege (franciául): |
| 1801  | Az orléans-i szűz (Die Jungfrau von Orleans)                                                         | Friedrich Schiller                                | Irodalmi cáfolat Voltaire-nak, Schiller egy romantikus hősnőt alkot Jeanne d’Arcból. Egy varázslatos sisak teszi őt legyőzhetetlenné, mindaddig, amíg szerelembe nem esik, és a szerző inkább a harcban öli meg főhősnőjét, mint a máglyánál egy karóhoz kötözve. Ez a dráma lett alapja Csajkovszkij azonos című operájának. Project Gutenberg szövege (angolul): .                             |
| 1817  | Histoire de Jeanne d`Arc (Jeanne d’Arc története) 1. kötet 2. kötet 3. kötet 4. kötet                | Philippe-Alexandre Le Brun de Charmettes          | (Párizs, Ed. Artus Bertrand, 1817) Az orléans-i szűznek (Maid of Orléans) nevezi Jeanne-t – saját nyilatkozatai után – melyet a londoni Tower és a királyi könyvtár 144 szemtanú vallomásának kéziratai alapján olvastak ki. |
| 1821  | L'Orleanide                                                                                          | Philippe-Alexandre Le Brun de Charmettes          | (Párizs, Arthus-Bertrand Kiadó, 1821) Az orléans-i, nemzeti költemény 28 dalban (L'Orléanide, Poème national en vingt-huit chants.) |
| 1896  | Jeanne d'Arc személyes visszaemlékezései (Personal Recollections of Joan of Arc)                     | Mark Twain (Jean Francois Alden álnéven)          | Ezt a kevéssé ismert regényt az író a legjobb munkájának nevezte. Twain hónapokat töltött Franciaországban kutatással, miközben újabb és újabb dokumentumokat fedezett fel. Ez az áhítattal átszőtt fiktív életrajz Twain munkásságágának legkevésbé jellemző regénye. Jean Francois Alden álnéven adta ki művét. Project Gutenberg szövege (angolul): 1. kötet és 2. kötet                      |
| 1912  | Tapestry of Saint Genevieve and Joan of Arc                                                          | Charles Péguy                                     | Színmű. Péguy is írt egy darabot három színben Jeanne d'Arc címmel (1986). |
| 1923  | Gilles and Jeanne                                                                                    | Georg Kaiser                                      | Expresszionista dráma, amely felfedi korának hírhedt bűnözőjével, Gilles de Rais-vel való kapcsolatát. |
| 1923  | Saint Joan                                                                                           | George Bernard Shaw                               | Ez a dráma Shaw korában széleskörű elismertséget hozott, mesterműveként nagyra becsülték, sokat merít a kihallgatási feljegyzésekből. A történészek nem értenek egyet a pártatlanul megjelenített bírókkal és Shaw azon állításával, hogy Jeanne egy korai protestáns lett volna. Következésképpen a 20. századi darabok inkább Shaw érdeklődését tükrözik Jeanne pere iránt. ISBN 0-14-043791-6 |
| 1930  | (Saint Joan of the Stockyards)                                                                       | Bertolt Brecht                                    | Jeanne d'Arcot a chicagoi munkásosztályba helyezi át, mint munkavezetőt formázza meg. Két másik témájának hősét is Jeanne d'Arcról mintázza Brecht, mindhárom marxista témájú, Anna Shegers által egy rádiószindarab átdolgozással. (The Trial of Joan of Arc of Proven, 1431) és (The Visions of Simone Machard). ISBN 1-55970-420-9                                                            |
| 1935  | Jeanne d'Arc élete (A Vida de Joana D'Arc)                                                           | Érico Veríssimo                                   | Egy brazil történelmi regény fiataloknak címezve. |
| 1946  | Joan of Lorraine                                                                                     | Maxwell Anderson                                  | Játék a játékban, főként Ingrid Bergman tv alakítása alapján emlékezetes. ASIN B0006YOM36 |
| 1953  | L'Alouette (The Lark)                                                                                | Jean Anouilh                                      | Egy allegorikus könyv a második világháború Vichy-féle kormány kollaborációjának következményére. Az angol fordítás Lillian Hellman munkája. ISBN 0-8222-0634-X |
| 1964  | The Dead Lady of Clown Town                                                                          | Cordwainer Smith                                  | Egy távoli jövőbe helyezett tudományos fantasztikus történet erős párhuzamokkal Jeanne d'Arc történetével. |
| 1968  | The Image of the Beast                                                                               | Philip José Farmer                                | Jenne d'Arc mint egy alien szexuális ragadozó van bemutatva. Ő a 20. században még él, de a teste Gilles de Rais-éban, egy 15. századi sorozatgyilkoséban költözött.Egy „vagina dentata” agyarfoggal rendelkező női nemi szerv, mint mérges kígyó közösülés közben megharapja és megbénítja a férfiakat.                                                                                         |
| 1974  | Blood Red, Sister Rose                                                                               | Thomas Keneally                                   | A regény feltárja Jeanne d'Arc elképzelt pszichológiai jellemét, és az ő élettörténetét Domrémytól egészen VI. Károly francia király megkoronázásáig.Figyelemre méltó része a könyvnek amikor Jeanne d'Arc beszélget a jelenségek hangjaival. Jelentősek a másodlagos szereplők karakter kidolgozásai is Károlyé és Gilles de Raisé. ISBN 0-00-221087-8                                          |
| 1993  | The Second Coming of Joan of Arc (Jeanne d'Arc Második Eljövetele)                                   | Carolyn Gage                                      | Egyszemélyes női leszbikus darab. Johanna visszatér és elmondja történetét a mai nőknek. megosztja tapasztalatait a legmagasabb szintű egyházi, állami és katonai intézményekről, és lerántja a maszkot a brutális nőgyűlölő férfi intézményekről. ISBN 0-93-982106-0 |
| 1997  | An Army of Angels (Egy angyali hadsereg)                                                             | Pamela Marcantel                                  | Egy regény amely a szerző elgondolását tükrözi Jeanne d'Arc személyiségéről. ISBN 0-312-18042-X |
| 1999  | Jeanne d'Arc                                                                                         | Michel Peyramaure                                 | Francia nyelvű regény két részben. ISBN 2-221-08922-7 és ISBN 2-221-08923-5. |
| 2003  | Monstrous Regiment                                                                                   | Terry Pratchett                                   | A "diszkó világ" sorozat egyik része, egy kitalált stílusú karakter, az amikor Jeanne d'Arc férfinak öltözik, hogy vezethessen egy hadsereget. ISBN 0-06-001316-8 |
| 2005  | La Hire, ou La colère de Jehanne (La Hire, avagy Jeanne haragja)                                     | Régine Deforges                                   | Francia nyelvű. ISBN 2-213-62497-6 |
| 2006  | Rogue Angel Series                                                                                   | Alex Archer                                       | Egy akció avagy kalandregény sorozat, amelyben a főszereplő nem Jeanne d'Arc, hanem az aki az utódja lett. |
| 2008  | The Magician: Secrets of the Immortal Nicholas Flamel A bűvész: A halhatatlan Nicolas Flamel titkai. | Michael Scott                                     | Jeanne d'Arc egy kiemelkedő figura ebben a fantasy regényben. Ő egy halhatatlan a modern kori Párizsban. A regény magyarázata szerint Scáthach harcos megmentette őt az ítélete végrehajtásától. |

## Operák, oratóriumok és énekművek
| Dátum     | Cím                                                    | Szerző                                                                         | Múfaj               | Megjegyzés |
| --------- | ------------------------------------------------------ | ------------------------------------------------------------------------------ | ------------------- | --- |
| 1789      | Giovanna d'Arco                                        | Gaetano Andreozzi                                                              | opera               | Librettó Antonio Simeone Sografitól. Ősbemutató Nuovo Eretenio színházban, Vicenzában 1789. június 27-én |
| 1790      | Jeanne d'Arc à Orléans                                 | Rodolphe Kreutzer                                                              | komikus opera       | Librettó Pierre Jean Baptiste Choudard Desforges-tól. Ősbemutatója a párizsi Comédie-Italienneban volt 1790. május 10-én.                                                                                      |
| 1821      | Giovanna d'Arco                                        | Salvatore Viganò                                                               | balett              | A cselekmény Schiller-dráma hatása alapján. Ősbemutatója La Scalában, Milánóban 1821. március 3-án volt. |
| 1821      | Jeanne d'Arc à Orléans                                 | Michele Carafa                                                                 | komikus opera       | Librettó Emmanuel Théaulontól és Armand Dartoistól, Schiller-dráma alapján. Ősbemutatója a Théâtre Feydeau-ban volt 1821. március 10-én.                                                                       |
| 1825      | Giovanna d'Arco                                        | Giuseppe Nicolini                                                              | opera               | Librettó Apostolo Zenótól. Ősbemutatója a torinói Teatro Regióban volt 1825. január 22-én. |
| 1827      | Giovanna d'Arco                                        | Nicola Vaccai                                                                  | opera               | Librettó Gaetano Rossitól. Ősbemutatója a La Fenicében volt 1827. február 17-én. |
| 1830      | Giovanna d'Arco                                        | Giovanni Pacini                                                                | opera               | Gaetano Barbieritól Schiller-dráma alapján. Ősbemutatója a La Scalában Milánóban volt 1830. március 14-én. |
| 1837      | Joan of Arc                                            | Michael William Balfe                                                          | opera               | London, 1837 |
| 1845      | Giovanna D’Arco                                        | Giuseppe Verdi                                                                 | opera               | Librettó Temistocle Solerától Schiller-dráma alapján. Ősbemutatója a La Scalában Milánóban 1845. február 15-én.                                                                                                |
| 1865      | Jeanne d'Arc                                           | Gilbert Duprez                                                                 | opera               | Librettó Joseph Mérytól Schiller-dráma alapján. Ősbemutatója Párizsban 1865. október 24-én volt. |
| 1873–1877 | Jeanne d'Arc                                           | Szöveg Jules Barbier Charles Gounod zenéjével                                  | dráma 5 felvonásban | (Kísérőzene Barbiertől) |
| 1878      | Az orléans-i szűz                                      | Csajkovszkij                                                                   | opera               | A cselekmény Schiller-dráma hatása alapján. |
| 1913      | Giovanna d'Arco, op. 135                               | Marco Enrico Bossi                                                             | oratórium           | Librettó Luigi Orsinitól Schiller-dráma alapján |
| 1921      | Giovanna d'Arco                                        | Alberto Pestalozza                                                             | marionett-opera     | Librettó a zeneszerző által a Schiller-dráma alapján. Ősbemutatója Torinóban 1921. szeptember 17-én volt. |
| 1939      | Jeanne d'Arc au Bûcher (Jeanne d"Arc a máglyán)        | Ida Rubinstein ötlete alapján Szőveg Paul Claudeltól, zene Arthur Honeggertól. | drámai oratórium    | Ez a mélyen vallásos ábrázolás akkor ér véget, amikor az inkvizíció alapítója eretnekséggel vádolja Jeanne d'Arc bíráit.                                                                                       |
| 1950      | The Triumph of St. Joan                                | Opera 3 felvonásban Norman Dello Joiotól                                       | Opera               | Később a zeneszerző által egy televíziós operába adaptálták (1956), egyfelvonásos opera (1959) és szimfónia (1951).                                                                                            |
| 1953      | Ballade des Dames du temps jadis                       | Zenei adaptáció Georges Brassens François Villon verseire.                     | Művészi dal         | Habár kevéssé ismeretes Franciaországon kívül, Brassens sok összetett verset állított zenére, melyeket sokszor saját maga adta elő.                                                                            |
| 1956      | Le triomphe de Jeanne                                  | Henri Tomasi                                                                   | oratórium opera     | Librettó a zeneszerző és Philippe Soupault által a Schiller-dráma alapján. Ősbemutatója a Théâtre-Cirque, Rouenban 1956. június 23-án volt.                                                                    |
| 1966      | Choruses from The Lark, play by Jean Anouilh           | zene, Leonard Bernstein                                                        | kórusmű darab       | Lillian Hellman átdolgozásában Bernsteinnek mellékes szerep jutott. |
| 1971      | The Survival of St. Joan (Szent Johanna megmenekülése) | Szöveg James Linebergertól; zene Hank Ruffin és Gary Ruffin által.             | rockopera           | megégve és megőrizve tartotta otthonában egy pásztor. |
| 1976      | Das Mädchen aus Domrémy (A domrémyi lány)              | Giselher Klebe                                                                 | opera               | A librettót a zeneszerző és felesége írta Friedrich Schiller drámája nyomán. Az ősbemutató a Stuttgarti Állami Operában volt 1976. június 19-én.                                                               |
| 1989      | Mistero e processo di Giovanna d'Arco                  | Roberto De Simone                                                              | Melodráma           | Librettó a zeneszerző által, Schiller-dráma alapján. Ősbemutatója Teatro Verdiben, Pisában 1989. október 26-án.                                                                                                |
| 1994      | Voices of Light (A fény hangjai)                       | Richard Einhorn                                                                | zenekari kórusmű    | Az 1928-as Jeanne d'Arc passiója című film által inspirálódva sok előadást élt meg, amíg a filmet vetítették: olyan változatos középkori misztikus szent szövegeket is felhasználtak, mint Hildegard Bingenét. |
| 1997      | Jeanne, the Joan of Arc Musical                        | Szöveg Vincent de Tourdonnet által; zenéjét szerezte Peter Sipos (Kanada).     | színházi musical    | Történelmi kutatás alapján. Franciára fordította Antonine Maillet, a címét átnevezte "Jeanne la Pucelle"-ra.                                                                                                   |

## Képek
| Dátum           | Név | Szerző                                | Hely                                            | Megjegyzés | Kép |
| 1429. május 10. | ismeretlen | Clément de Fauquembergue              |                                                 | Clément de Fauquembergue vázlatrajza a Párizsi Parlement jegyzékének margóján 1429-ből. Akkor készült, amikor Párizsba érkezett a hír a franciák orléans-i győzelméről. Ez az egyetlen létező ábrázolás Jeanne életéből. |     |
| c. 1450         | Le Champion des Dames                                                                                          | Martin Lefranc                        |                                                 | Miniatúra egy illusztrált kéziratból anakronisztikus bibliai környezetben, melyen Jeanne hosszú hajat, páncélt és hosszú öltözéket visel.                                                                                |     |
| c. 1460         | Chronique de Charles VII                                                                                       | Jean Chartier                         |                                                 | Miniatúra egy illusztrált kéziratból, hasonló portré a Le Champion des Dames-hoz. |     |
| 1484            | Vigiles du Roi Charles VII                                                                                     |                                       |                                                 | Miniatúra egy illusztrált kéziratból, hasonló portré a Le Champion des Dames-hoz. |     |
| 15. század vége | ismeretlen |                                       | Notre-Dame de Bermont remete-lak, Franciaország | A freskó két fiatal hölgyet ábrázol: az egyik egy imádkozó lány, a másik férfi ruhában. Jeanne-ról köztudomású volt, hogy gyakran imádkozott a helyszínen.                                                               |     |
| 1505            | ismeretlen |                                       |                                                 | Egy 1505-ben készült kéziratban Jeanne d'Arc-ot lóháton illusztrálták. |     |
| 1557            | Portrait of the Town Council of Orléans                                                                        |                                       |                                                 | Jeanne d'Arc egy ujjánál felhasított köntöst hord és egy tollat visel (szimbolikus jele a harcban vívott győzelemnek.) és egy kardot tart. Ez modell értékű lett a későbbi portré ábrázolásában.                         |     |
| 1620            | Jeanne d'Arc imádságon                                                                                         | Peter Paul Rubens                     | North Carolina Museum of Art, Raleigh           | |     |
| 1824            | Winchester kardinálás kikérdezi Jeanne D'Arcot a börtönben                                                     | Paul Delaroche                        | Musée des Beaux-Arts, Rouen                     | vászon olajfestmény, 277 x 217 cm |     |
| 1833            | Jeanne d'Arc VII. Károly jelenlétében válaszol a lelkészek kérdéseire a látomásairól és kinyilatkoztatásairól. | Gillot Saint-Èvre                     | Louvre, Párizs                                  | 170 x 140 cm |     |
| 1850 körül      | Szent Mihály és Katalin megjelenik Jeanne d’Arcnak                                                             | Hermann Anton Stilke                  |                                                 | |     |
| 1854            | Jeanne VII. Károly megkoronázásán                                                                              | Jean Auguste Dominique Ingres         |                                                 | |     |
| 1865            | Joan of Arc imádság közben                                                                                     | John Everett Millais                  | Magángyűjtemény                                 | |     |
| 1879            | Jeanne d'Arc                                                                                                   | Jules Bastien-Lepage                  | Metropolitan Museum of Art, New York            | vászon olajfestmény, 100" x 110" |     |
| 1886            | Jeanne imádkozik a Szűz előtt                                                                                  | Eugène Grandin, Momet munkája alapján | Mehun-sur-Yèvre                                 | |     |
| 1880–1890       | Jeanne d'Arc hallja hangjait                                                                                   | Eugène Carrière                       | Musée d'Orsay, Párizs                           | |     |
| 1886–1890       | Jeanne d'Arc, pásztorleány                                                                                     | Jules-Eugène Lenepveu                 | Panthéon, Párizs                                | |     |
| 1886–1890       | Jeanne d'Arc páncélban Orléans előtt                                                                           | Jules-Eugène Lenepveu                 | Panthéon, Párizs                                | |     |
| 1886–1890       | Jeanne d'Arc Reimsben VII. Károly megkoronázásán                                                               | Jules-Eugène Lenepveu                 | Panthéon, Párizs                                | |     |
| 1886–1890       | Jeanne a máglyán                                                                                               | Jules-Eugène Lenepveu                 | Panthéon, Párizs                                | |     |
| 1887            | Jeanne d'Arc megérkezik Orléans-ba                                                                             | Jean-Jacques Scherrer                 | Jeanne d'Arc Múzeum, Rouen                      | |     |
| ?               | Jeanne d'Arc megérkezése                                                                                       | Jean-Jacques Scherrer                 | Musée Jeanne-d'Arc, Vaucouleurs                 | vászon olajfestmény, 430 x 320 cm |     |
| ?               | Jeanne d'Arc Vaucouleurs-ban                                                                                   | C. R. Walter                          | Jeanne d'Arc Múzeum, Chinon                     | |     |

## Szobrok
| Dátum                              | Művész                                 | Hely | Megjegyzés |
| ---------------------------------- | -------------------------------------- | --- | --- |
| 1852                               | François Rude                          | Párizs, Jardin du Luxembourg | Álló alak. |
| 1855                               | Denis Foyatier, talapzat: Vital Dubray | Orléans, place du Martroi | Bronz lovasszobor. |
| - 1874 - 1899 - 1907 - 1924 - 1972 | Emmanuel Frémiet                       | - Philadelphia, Fairmount Park - Párizs, Place des Pyramides - Victoriai Állami Könyvtár, Melbourne, Ausztrália - Portland, Oregon, Laurelhurst szomszédsága - Decatur Street, French Market – New Orleans, Louisiana | - (1874) Lovasszobor. Gipszforma segítségével öntötték III. Napóleon kérésére és eredetileg Párizsban állt. A párizsi szobor másolatát készítették el Philadelphia számára, de Frémiet az eredetit küldte el, a párizsit pedig kicserélte az új, átdolgozott változatra. Archiválva 2010. május 30-i dátummal a Wayback Machine-ben. Archiválva 2010. május 30-i dátummal a Wayback Machine-ben, - (1899) Lovasszobor. Az eredetijét III. Napóleon kérésére készítették, ez Frémiet egy átdolgozott változata. - (1907) Lovasszobor, Emmanuel Frémiet párizsi szobrának másolata. - (1924) Lovasszobor. Az első világháborúban elesett katonák tiszteletére állították, Frémiet párizsi szobrának másolata. - (1972) Lovasszobor. A francia nép ajándékozta New Orleans-nak, Frémiet a párizsi Place des Pyramides-en található szobrának másolata. |
| 1882                               | Frederic Leroux                        | Compiègne, Franciaország | |
| 1889                               | Paul DuBois                            | Reims, Franciaország | Lovasszobor. |
| 1891                               | Marius Mercié                          | Domrémy-la-Pucelle, Franciaország | |
| 1892                               | Louis-Ernest Barrias                   | Bonsecours, Franciaország | Álló alak aranyozott fehér márványból. Az eredetit, mely a mostani helyén állt, 1990-ben a templom bazilikájába szállították és eltávolították az aranyozását. |
| 1895                               | Paul DuBois                            | Párizs, Place St. Augustin | Lovasszobor az Eglise St. Augustin előtt. Másolatai más francia városokban is megtalálhatók, mint Reims vagy Strasbourg. |
| 1900                               | Prosper d'Épinay                       | Reims, Franciaország | Álló alak. 1909-ben ajándékozták a reimsi katedrálisnak. |
| 1915                               | Anna Hyatt Huntington                  | New York, Riverside Park, 93. út | Lovasszobor. Ez volt az első nyilvános szobor a városban, melyet „nővé avattak” az idealizált elgondolások helyett, mint a „szabadság” vagy a „győzelem”. Archiválva 2011. július 8-i dátummal a Wayback Machine-ben. |
| 1915                               | Paul Manship                           | Smithsonian American Art Museum | Emlékérem, melynek az egyik oldalán egy lovas alak, a másikon pedig egy máglyán álló alak látható. |
| 1921 után                          |                                        | Matane, Québec, Szent Johanna temploma | Álló alak. |
| 1922                               | Paul DuBois                            | Washington, Meridian Hill Park | Paul Dubois a reimsi katedrálisban található szobrának bronz másolata. |
| 1920                               |                                        | St. Louis Cathedral, New Orleans, Louisiana | Álló alak. A „Szent Johanna Szolidaritás” ajándékozta a katedrálisnak. |
| 1947                               |                                        | Laval (Québec) | Álló alak. |
| ?                                  | Lanson                                 | Jargeau, Franciaország, place du Martroy | Álló alak. |
| ?                                  | ?                                      | Notre-Dame de Montréal Bazilika – Montréal, Québec | Álló alak, az oltár bal oldalán található. |

## Filmek
| Megjelenés | Cím                                                                         | Ország                | Megjegyzés | Forrás |
| ---------- | --------------------------------------------------------------------------- | --------------------- | --- | ------ |
| 1898       | Jeanne d'Arc                                                                | Francia               | Georges Hatot rendezésében egy rövid film. |        |
| 1899       | Jeanne d'Arc                                                                | Francia               | Georges Méliés rendezésében egy rövid film, főszerepben Jeanne d'Alcy. |        |
| 1908       | Jeanne d'Arc                                                                | Francia               | Albert Capellani rendezésében főszereplő Léontine Massart. |        |
| 1908       | Jeanne d'Arc – Giovanna d'Arco                                              | Olasz                 | Mario Caserini rendezésében főszereplő Maria Gasperini, Schiller színműve alapján. |        |
| 1913       | Jeanne d'Arc – Giovanna d'Arco                                              | Olasz                 | Ubaldo Maria Del Colle rendezésében főszereplő Maria Jacobini. |        |
| 1917       | Joan the Woman (Johanna a nő)                                               | USA                   | Cecil B. DeMille rendezésében főszereplő Geraldine Farrar, abban a szellemben, hogy megnyugtassa az I. világháború lövészárkait. |        |
| 1927       | Saint Joan (Szent Johanna)                                                  | USA                   | Widgey R. Newman rendezésében főszereplő Sybil Thorndike. Bernard Shaw egyik jelenete alapján. |        |
| 1928       | Jeanne d’Arc szenvedései                                                    | Francia               | Carl Theodor Dreyer rendezésében főszereplő Renée Jeanne Falconetti. A 2002 DVD véleménye szerint: Sokak szerint az egyik legnagyobb betiltott némafilm Nagy-Britanniában. http://www.brightlightsfilm.com/27/joanofarc.html[] Archiválva 2009. július 13-i dátummal at the Portuguese Web Archive. |        |
| 1929       | The Marvelous Life of Joan of Arc (Jeanne d'Arc csodálatos élete)           | Francia               | Marco de Gastines rendezésében főszereplő Simone Genevois. |        |
| 1935       | Das Mädchen Johanna (Johanna a kislány)                                     | Német                 | Gustav Ucicky rendezésében főszereplő Angela Salloker. |        |
| 1944       | De Jeanne d'Arc à Philippe Pétain                                           | Francia               | dokumentumfilm, narrátor: Sacha Guitry. |        |
| 1948       | Joan of Arc (Jeanne d'Arc)                                                  | USA                   | Victor Fleming rendezésében főszereplő Ingrid Bergman, Maxwell Anderson Joan of Lorraine színműve alapján. |        |
| 1954       | Giovanna d'Arco al Rogo                                                     | Olasz                 | Roberto Rossellini rendezésében főszereplő Ingrid Bergman, Paul Claudel és Arthur Honegger oratóriuma alapján. |        |
| 1954       | Destinies                                                                   | Francia               | egy vázlatokban megírt film, melyet Jean Delannoy rendezett, Michèle Morgan főszereplésével. |        |
| 1956       | Jehanne                                                                     | Francia               | Robert Enrico rendezésében egy rövid film |        |
| 1957       | Saint Joan (Szent Johanna)                                                  | USA                   | Otto Preminger rendezésében főszereplő Jean Seberg, George Bernard Shaw színműve alapján. |        |
| 1957       | The Story of Mankind                                                        | USA                   | Irwin Allen rendezésében, Hedy Lemarr vázlatában az egyik szekvenciában Jeanne d'Arc. A film Hendrik Willem van Loon könyve alapján készült. |        |
| 1957       | The Lark                                                                    | USA                   | Angol élő TV produkció: L'Alouette, főszereplő Julie Harris, aki szintén játszott a Broadwayon. |        |
| 1958       | Saint Joan (Szent Johanna)                                                  | Anglia                | TV film, Shaw színművének televíziós adaptációja, főszereplő Siobhan McKenna. |        |
| 1960       | Jeanne D'Arc auf dem Scheiterhaufen                                         | Német                 | telvizíos játékfilm Margot Trooger föszereplésével. Egy másik változata Honegger oratoriumának. |        |
| 1961       | Jeanne au Vitrail                                                           | Francia               | Claude Antoine rendezésében egy rövid film. |        |
| 1962       | Procès de Jeanne d'Arc                                                      | Francia               | Robert Bresson rendezésében főszereplő Florence Delay. |        |
| 1962       | Histoire de Jeanne (Johanna Története)                                      | Francia               | Francis Lacassin rendezésében egy rövid film. |        |
| 1966       | Fall Jeanne d'Arc, Der                                                      | Német                 | Televiziós film Paul Verhoeven rendezésében, főszereplő Kathrin Schmid. |        |
| 1967       | Saint Joan (Szent Johanna)                                                  | USA                   | NBC Shaw színművének televiizós adaptációja, főszereplő Geneviève Bujold. |        |
| 1968       | St. Joan (Szt. Johanna)                                                     | Anglia                | egy másik Shaw színművének televiizós adaptációja, főszereplő Janet Suzman. |        |
| 1970       | Nachalo – The Début                                                         | Szovjetunió           | Gleb Panfilov rendezésében főszereplő Inna Сhurikova, szatirikus komédia. |        |
| 1983       | Joan of Arc (Jeanne d'Arc)                                                  | Anglia                | Gina Newson rendezte, Marina Warner kommentálja. |        |
| 1989       | Bill & Ted's Excellent Adventure                                            | USA                   | Jane Wiedlin portréfilme Jeanne d'Arcról. Emlékezetes részt tartalmaz: "Who was Joan of Arc?" "Noah's wife?" és "Welcome aboard, Miss of Arc!" ("Ki volt Jeanne d'Arc?" "Noé felesége?" és "isten hozta a fedélzeten Arc asszony!")                                                                 |        |
| 1989       | Jeanne d'Arc – Giovanna d'Arco                                              | Olasz                 | Verdi opera Werner Herzog rendezésében, főszereplő Susan Dunn, Schiller színműve alapján. |        |
| 1989       | Johanna D'Arc of Mongolia (Mongólia Jeanne d'Arcja)                         | nyugat-Német, Francia | Terjedelmes epikus mű rendezte Ulrike Ottinger. |        |
| 1990       | Jeanne d'Ark – visjon gjennom eld                                           | Norvégia              | Tv film, írta Juni Dahr és John Morrow. |        |
| 1993       | Jeanne d'Arc au bûcher                                                      | Japán                 | Tv film Honegger-Claudel oratoriuma (francia nyelvű), főszereplő Marthe Keller. |        |
| 1994       | Jeanne la Pucelle                                                           | Francia               | Jacques Rivette rendezésében, főszereplő Sandrine Bonnaire. |        |
| 1999       | The Messenger: The Story of Joan of Arc (A küldött: Jeanne d'Arc története) | USA                   | Luc Besson rendezésében főszereplő Milla Jovovich. |        |
| 1999       | Jeanne D'Arc – Joan of Arc                                                  | USA                   | televiziós mini sorozat főszereplők: Leelee Sobieski, Shirley MacLaine. |        |
| 2004       | Jeanne d'Arc                                                                | Francia               | Laurent Preyale rendezésében egy televíziós produkcióra írt balett. |        |

## A populáris kultúrában

### Reklámok
- Benettonnak az 1988-as óriásplakát "United Superstars of Benetton" kampánya Marilyn Monroeval [1]
- Kimberly-Clarknak a  2010-esTV reklám kampánya felnött alsónemű viselet Whoopi Goldberggel mint szent Johanna [2]

### Zene
| Megjelenés | Cím                                             | Művész/Együttes                                                                   | Megjegyzés |
| ---------- | ----------------------------------------------- | --------------------------------------------------------------------------------- | --- |
| 1970       | Songs of Love and Hate (album)                  | Leonard Cohen                                                                     | Egy Jeanne d'Arc című dalt tartalmaz, és egy utalást a "Last Year's Man" című dal szövegében: "I met a lady, she was playing with her soldiers in the dark, oh one by one she had to tell them that her name was Joan of Arc."Találkoztam egy hölggyel, saját katonáival játszott a sötétben, óh egyenként meg kellett neki mondania az ő nevét, Jeanne d'Arc." |
| 1981       | Architecture & Morality (album)                 | Orchestral Manoeuvres in the Dark                                                 | Két dal szól Jeanne d'Arcról, a "Jeanne d'Arc" és "Jeanne d'Arc (Orleans hajadonja)", mindkettő kislemezként jelent meg. |
| 1986       | "Bigmouth Strikes Again" (song)                 | The Smiths                                                                        | Tartalmazza a "And now I know how Joan of Arc felt, as the flames rose to her Roman nose and her Walkman started to melt," és "And now I know how Joan of Arc felt, as the flames rose to her Roman nose and her hearing aid started to melt." dalokat. |
| 1993       | Houdini (album)                                 | The Melvins                                                                       | Egy "Jeanne d'Arc" című dalt tartalmaz. |
| 1994       | Voices of Light (album)                         | Richard Einhorn                                                                   | "A Jeanne d'Arc passiója" című" néma film ihlette oratórium. A liberetto alapja különböző ősrégi írások, leginkább a középkorban élő női misztikusoktól. |
| 1995       | Joan of Arc                                     | indie rock, egy Chicagoi együttes                                                 | |
| 1996       | Joan of Arc (album)                             | Radha Sahar                                                                       | Egy album, ami leírja a Jeanne d'Arc életét és az akkori időket kortárs módon, klasszikusan, kórus munkában. |
| 1998       | Janne Da Arc                                    | Japán rock együttes, Go Nagai által elnevezett a "Devillman" manga karakter után. | |
| 1999       | "She’s So High" (dal)                           | Tal Bachman                                                                       | Dalszövegben található: "She's so high/ like Cleopatra, Joan of Arc, or Aphrodite", amelyik Kleopátra eszességéről, Jeanne d'Arc bátorságáról, és Aphrodite szépségéről szól. |
| 2000       | "The Hall of the Olden Dreams"(Album)           | Dark Moor                                                                         | Egy album, amit egy spanyol power metal jelenít meg. Ez tartalmazza a "Orleans hajadonja", ami Jeanne d'Arc életéről szól. |
| 2002       | "Did Anybody Sleep With Joan Of Arc?" (dal)     | Elton John (zene), Bernie Taupin (dalszöveg)                                      | Jeanne d'Arc életének összegzése. |
|            | "Free & Easy" (dal)                             | Ayumi Hamaszaki                                                                   | A japán énekes és dalszerző, dalszövegeket és zenei videókkal Jeanne d'Arcra alapozta meg az ő egyéniségét Jeanne d'Arc érzésvilágából. Egy "Hamasaki Republic – Free & Easy" fotóalbumot is kiadott ahol ő hol harcosnak, hol apácának, hol lovagnak van öltözve.                                                                                              |
| 2003       | "Cadence" (dal)                                 | Anberlin                                                                          | A "Burning Like Joan Of Arc To See You" dalszövegeket tartalmaz , amelyek a zenekar "Blueprints for the Black Market" című debütáló almuban jelentek meg. |
| 2004       | A Lifetime of Temporary Relief (album)          | Low (együttes)                                                                    | Minesota-alapú indie rock együttes kiadott két "Jeanne d'Arc" dalának két változatát./ Minnesota-based indie rock band released two versions of their song "Joan of Arc." |
| 2005       | Plague Angel (album)                            | Marduk                                                                            | Black metal svéd együttesnek a "Everything Bleeds" (Minden vérzik) dalában, mely Jeanne d'Arcról szól. |
| 2005       | Aerial (album)                                  | Kate Bush                                                                         | Dalok Jeanne d'Arcról, mint "Joanni" |
| 2005       | Jeanne d'Arc (album)                            | Thy Majestie                                                                      | Koncepcióalbum Jeanne d'Arcról egy olasz power metal együttestől./ |
| 2005       | Jeanne d'Arc (album)                            | Tangerine Dream                                                                   | A berlini Francia székesegyház 300. évfordulója alkalmából Jeanne d'Arc zenei tiszteletére adták. |
| 2006       | "World of Stone" (dal)                          | Blackmore's Night                                                                 | A Jenne d'Arcról szóló dal, mely az 5. "The Village Lanterne" stúdió albumban jelentették meg. |
| 2006       | "The Martyr's Lounge" (dal)                     | Ellis Paul                                                                        | Dalt tartalmaz Jeanne d'Arcról: "JFK, Joan of Arc / sit in the corner, kissing in the dark". |
| 2008       | The Historical Conquests of Josh Ritter (album) | Josh Ritter                                                                       | Az album nyító részében a "To the Dogs or Whoever" (A kutyákhoz és a bárkiknek) dalban más történelmi nőkkel együtt Jeanne d'Arc is meg van említve. |
| 2008       | "Lenders In The Temple" (dal)                   | Conor Oberst                                                                      | Dalokat tartalmaz: "So watch your back, the Ides of March, Cut your hair like Joan of Arc" |

### Televízió
| Megjelenés | Sorozat         | Megjegyzés | Forrás |
| ---------- | --------------- | --- | ------ |
| 1972–1978  | Maude           | A CBS szituációs komédiája. Az "And Then There's Maude" film említi Jeanne-t: "Joan of Arc with the Lord to guide her/she was a sister who really cooked."                                                                                                  |        |
| 1995–1998  | Wishbone        | A sorozat első központi előjele egy kutya aki a klasszikus irodalomból származó történetekről álmodozik. 11 epizód,, Bone of Arc, Mark Twain "Személyes visszaemlékezései-ből általában a főszereplőt mintázza, Wishbone helyett Louis de Contét ábrázolja. |        |
| 2003       | Clone High      | Egy animált filmsorozat az MTV-től, amely történelmi hírességek középiskolás klónozott populációjára összpontosít. Jeanne d'Arc az egyik női vezető, aki oda van Abe Lincolnért (Abraham Lincoln).                                                          |        |
| 2003–2005  | Isteni sugallat | A CBS sorozata, melynek főszereplője egy modern kori Jeanne d’Arc, aki képes beszélni Istennel és használni annak erejét, hogy jót tegyen. A Washington Times cikke: .                                                                                      |        |
| 2004       | Wonderfalls     | A Fox Television sorozata, melyet Jeanne d’Arc ihletett meg. |        |
| 2006–2007  | Hősök           | Az NBC drámája. Metafikcionális képregény "9. Csodájában" (9. Wonders) egy szent Johanna karaktert tartalmaz. Nyomatékosan azt jelentette, hogy Monica Dawson töltse ki ezt a szerepet izom játékával.                                                      |        |

### Videójátékok és számítógépes játékok
| Megjelenés | Játék                                            | Megjegyzés |
| ---------- | ------------------------------------------------ | --- |
| 1988       | Joan of Arc – Siege and the Sword / Jeanne d'Arc | Történelmi alapú stratégiai és akciójáték Amigára, ST-re és PC-re. |
| 1992       | World Heroes-sorozat                             | NeoGeo harcolós játék. A "Janne D'Arc" nevű szereplő, egy gyönyörű francia kardforgató pirokinetikus erőkkel, sok hasonlóságot mutat Jeanne d’Arc-kal.                |
| 1995       | Soul Edge                                        | A Namco által megjelentetett harcolós játék. Sophitia Alexandra szereplő története hasonlít Jeanne d’Arc-éra.                                                         |
| 1999       | Age of Empires II: The Age of Kings              | A központi szereplője az egyik fő hadjáratnak, melyben kezdetben egy gyenge támadású parasztlány, majd később fényes páncélú lovagként irányíthatjuk.                 |
| 2000       | Perfect Dark                                     | Nintendo 64-játék. A központi szereplő „Joanna Dark”. |
| 2001       | Civilization III                                 | A francia civilizáció vezetője Jeanne d’Arc. |
| 2002       | La Pucelle: Tactics                              | PlayStation-játék. A cím utalás Jeanne d’Arc-ra. A legtöbb szereplő és helyszín neve francia, de a játék egy fantáziavilágban játszódik.                              |
| 2004       | Wars and Warriors: Joan of Arc                   | Harcolós, fantasy jellegű PC-játék. Jeanne d’Arc címszereplő, az ő hadjáratát viszi végig a játék.                                                                    |
| 2006       | Age of Empires: The Age of Kings                 | Nintendo DS-játék, melyben Jeanne d’Arc a legfőbb játszható karakter.                                                                                                 |
| 2006       | Jeanne d’Arc                                     | PSP-játék, Jeanne d’Arc címszereplő, egy fantáziavilágban játszódik, mely gyengén kötődik a történelmi eseményekhez.                                                  |
| 2007       | Bladestorm: The Hundred Years’ War               | PS3- és Xbox 360-játék, főszereplő, a francia seregek vezetője. |
| 2008       | Warhammer 40,000: Dawn of War: Soulstorm         | PC-játék, a „Sisters of Battle” rassz Jeanne d’Arc-on alapul |
| 2008       | Atlantica Online                                 | PC-MMORPG, a „Lady Knight” Mercenary utal Jenne-ra. |
| 2009       | Assassin’s Creed II                              | PS3-, Xbox 360- és PC-akciójáték. A játékban Jeanne birtokolta az Éden Huszonötödik Darabját, egy kardot, ezért a keresztes lovagok megégették őt, hogy megszerezzék. |
| 2010       | Bayonetta                                        | PS3-játék, Jeanne a címszereplő, Bayonetta riválisa. Több utalást is tesz Jeanne valós életére, az öltözéke a kitalált olasz divatot a „D'arc”-ot követi.             |

### Képregény és animáció
| Megjelenés        | Cím                              | Formátum                       | Megjegyzés | Forrás                                                                                              |
| ----------------- | -------------------------------- | ------------------------------ | --- | --------------------------------------------------------------------------------------------------- |
| 1973              | Kanasimi no Belladonna           | animációs játékfilm            | A főszereplő Jeanne-t boszorkányként ábrázolja. | |
| 1995–1996         | Jeanne                           | manga                          | A háromkötetes mű a százéves háborúban játszódik, főhősének élete párhuzamba állítható Jeanne-éval. Jaszuhiko Josikazu szerezte Ótani Csódzsun története alapján. | |
| 1995–1996         | D’arc: Histoire de Jeanne D’arc  | képregény                      | Kétkötetes fantasy, mely újrameséli Jeanne történetét. Írta Szakemi Kenicsi, rajzolta Kondó Kacuja. | |
| 1995–2015         | Boszorkánykard                   | képregénysorozat               | Jeanne d’Arc egy kardforgató a sorozatban. | |
| 1998–2000         | Kamikaze Kaitó Jeanne            | manga és anime                 | A főhős, Kuszakabe Maron vagy Kaitó Jeanne, Jeanne d’Arc reinkarnációja, aki isteni erejét démonokkal való harcában használja. Tanemura Arina szerezte. | |
| 1998–2000         | Histeria!                        | rajzfilm                       | A Warner Bros. animációs sorozata, mely számos történelmi személyt parodizál ki. Jeanne d’Arc állandó szereplője a sorozatnak. | |
| 1998–2004         | Sámán király                     | manga és anime                 | A Kívülállók (X-Laws) fanatikus csoport vezetője Jeanne, a vasszűz (Iron Maiden Jeanne), egy francia lány, aki imádkozáskor egy isteni parancsot kap, hogy el kell pusztítania egy gonosz erőt, különben a világ megsemmisül.                                                                                       | |
| 2001–2002         | Boszorkánykard                   | televíziós sorozat             | Az azonos című képregénysorozat élőszereplős változata | |
| 2002. március 17. | A Simpson család                 | rajzfilm                       | A „Klasszikusok gyerekeknek” („Tales from the Public Domain”) című epizódban Lisa Simpson Jeanne-t játssza, Milhouse pedig a dauphint. | |
| 2002–2003         | Clone High                       | rajzfilm                       | Jeanne d’Arc klónja az egyik főszereplő a hagyományos animációs sorozatban. | |
| 2003              | Digimon                          | anime                          | A Digimon hetedik mozifilmje kiemel egy Darcmon (ダルクモン) nevű digimont, aki egy női angyal és az „ember-típusú” digimonok vezetője. Egy különleges kardtámadást használ, melyet „La Pucelle”-nek hívnak, utalva Jeanne d’Arc szülőfalujára Domrémy-la-Pucelle-re.                                               | |
| 2003              | Yu-Gi-Oh!                        | anime, gyűjtögetős kártyajáték | A Yu-Gi-Oh! gyűjtögetős kártyajátékban megtalálható egy St. Joan nevű kártya. A Megbocsájtó Szűz és a Bukott Angyal Marie egyesítésével lehet megidézni. Az animében egy technika van elnevezve Jeanne-ról. | |
| 2003              | Asita no Naddzsa                 | anime                          | Naddzsa, Kennoszuke, és Georg kincsvadászok Jeanne d’Arc kincse után kutatnak. Jeanne egy rövid visszaemlékezésben jelenik meg, amint virágokat ültet. | |
| 2003–2009         | Hetalia: Tengelyhatalmak         | manga és anime                 | Jeanne d’Arc egy kis időre megjelent a 10. epizód egy visszaemlékezésében. Látható volt a webképregényben és a manga első kötetében is. A történetben úgy utaltnak rá, hogy „az a gyerek” (あのこ), Anglia pedig gúnyolja Franciaországot, hogy „egy lányra támaszkodik”.                                           | http://www.geocities.jp/himaruya/rkgk.htm[] Archiválva 2013. február 18-i dátummal az Archive.is-en |
| 2005              | Top 10: The Forty-Niners         | képregény                      | Az egyik ügynök, „Joanna Dark” páncélinget visel és szent erőkkel rendelkezik. | |
| 2006              | Aflame Inferno                   | manhva / manga                 | Jeanne d’Arc a sorozat egyik szereplője. | |
| 2007–2009         | Code Geass: Nightmare of Nunally | manga                          | Jeanne d’Arc mint „Orléans boszorkánya” jelenik meg. Személyisége eltér a valóstól. | |
| 2008–             | Hidan no Aria                    | manga és anime                 | A sorozat egyik szereplője XXX. Jeanne d’Arc, aki Jeanne d’Arc leszármazottja. | |
| 2009–             | Drifters                         | manga és anime                 | Jeanne d’Arc az „Ends”, avagy „Offscourings”, egy sötét csoport tagjaként jelenik meg, mely elesett történelmi alakokból, harcosokból áll és el kívánják pusztítani a világot és az emberiséget. A sorozatban Jeanne egy őrült harcos, aki emberiességét elcserélte a tűzmanipulálás természetfeletti képességéért. | |